# 乌鲁克萨依乡
乌鲁克萨依乡，是中华人民共和国新疆维吾尔自治区和田地區策勒县下辖的一个乡镇级行政单位。

## 行政区划
乌鲁克萨依乡下辖以下地区：
巴大干村、色格孜勒克村、阿克其格村、科克克尔村、玉龙克尔村、乌坦勒克村、玉龙村和英阿瓦提村。